# Nek

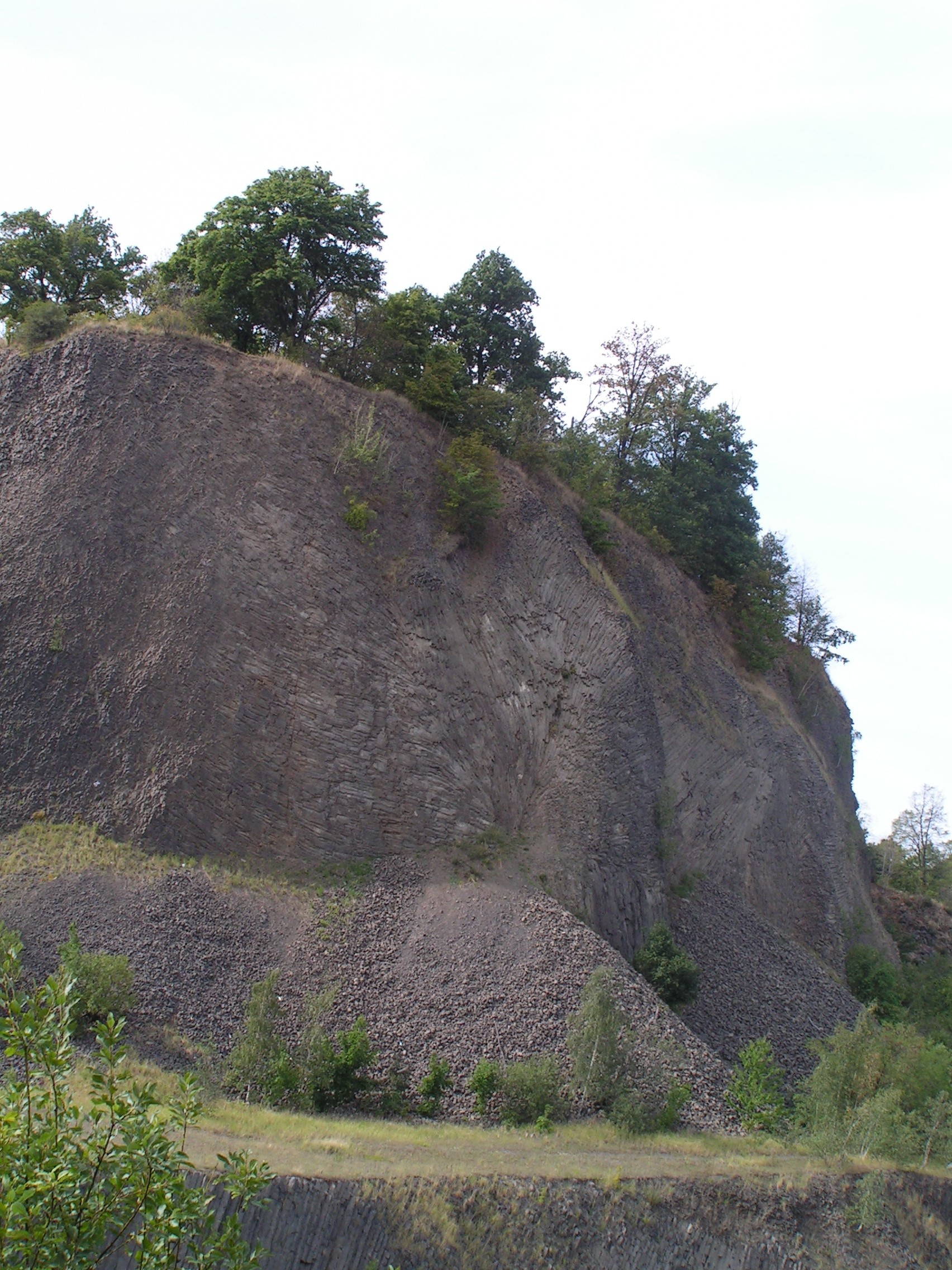
Nek wulkaniczny Wilcza Góra (Pogórze Kaczawskie)

Nek – wzniesienie o stromych i urwistych stokach, zbudowane z odpornych na procesy erozji law zakrzepłych w kominie wulkanicznym. Typowym przykładem neku jest Hvannadalshnúkur.

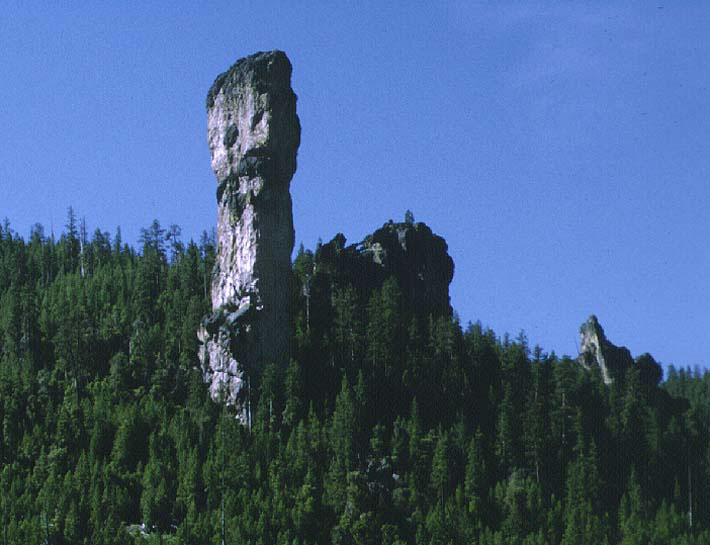
Nek wulkaniczny w Ochoco National Forest w stanie Oregon, USA

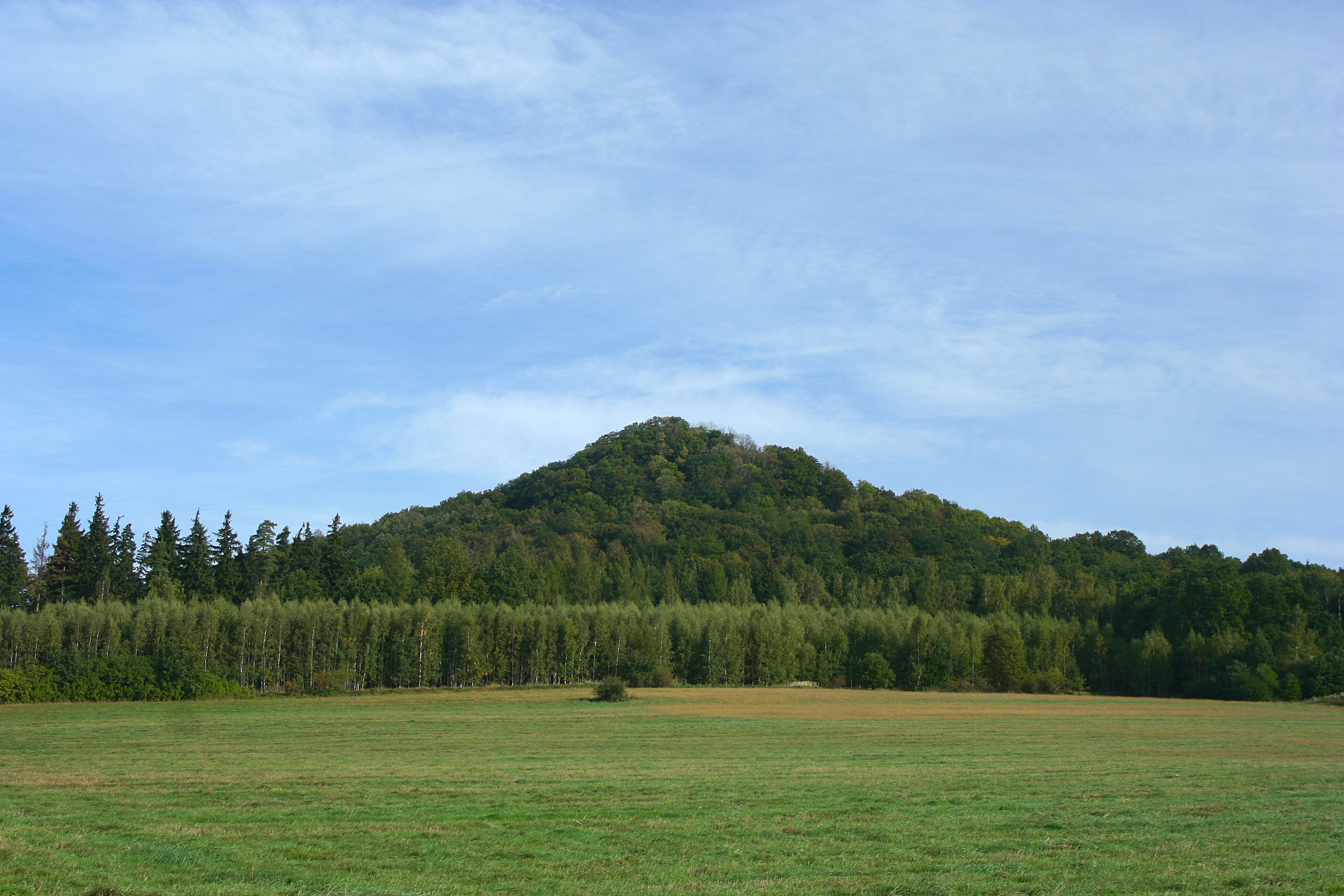
Nek wulkaniczny Ostrzyca (widok z odległości kilku kilometrów)

## Geneza
Nek stanowi jedynie pozostałość skał (twardziel) powstałych jako wypełnienie komina dawnego wulkanu. Są one dużo bardziej odporne na erozję niż słabo skonsolidowane skały piroklastyczne budujące stożek wulkaniczny. Początkowo erozja wodna rozcina je tworząc radialne doliny, a ostatecznie cała zewnętrzna część stożka może zostać usunięta; wzniesienie może zachować stożkowaty kształt, ale pierwotny szczyt komina i wulkanu (krater wulkaniczny) znajdował się znacznie wyżej, a także szerokość stożka wulkanicznego była większa.

## Występowanie
Neki występują na całym świecie. Ich wyniesienie topograficzne skłaniało ludzi w przeszłości do stawiania na nich budowli o funkcjach obronnych, takich jak Zamek Grodziec w Polsce czy Zamek Trosky w Czechach. Na oceanach neki tworzą strome, trudno dostępne wyspy jak Rockall na Oceanie Atlantyckim czy Ball’s Pyramid na Oceanie Spokojnym.
Najbardziej znanymi nekami w Polsce są góra Ostrzyca w pobliżu wsi Proboszczów, Wilcza Góra oraz  Grodziec na Pogórzu Kaczawskim. W tym rejonie występuje też wiele innych mniejszych neków neogeńskich. Niejednokrotnie były one lub wciąż są eksploatowane jako kamieniołomy kruszywa.